# フォーエヴァーモア (テレビドラマ)
『フォーエヴァーモア』（原題: Forevermore）は、フィリピンのテレビドラマ。ABS-CBNで2014年10月27日から2015年5月22日まで放送された。

## 登場人物
マリア・アグネス・カライ・グランデ
演：ライザ・ソベラノ
アレキサンダー「ザンダー」グランデ3
演：エンリケ・ヒル